# Фітобентос

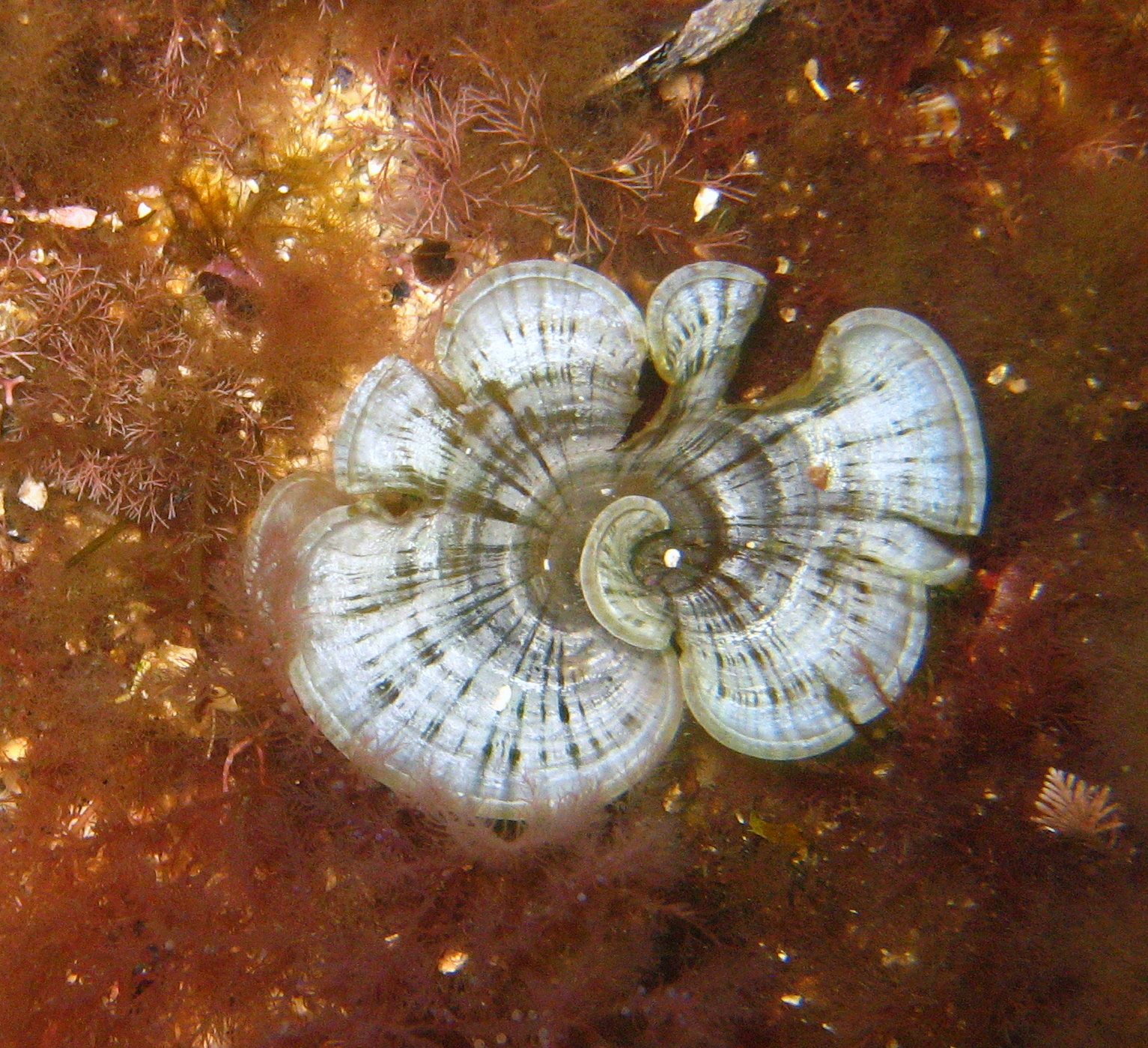
Бурі водорості — типові представники фітобентосу

Фітобентос (від … фіт-, фіто- … і бентос) — донна флора, рослинний бентос, сукупність рослинних організмів, що мешкають на дні водойм. Склад фітобентосу (в основному водорості) залежить від проточності води, її солоності, температури та інших факторів.

## Загальні відомості
До фітобентосу відносяться види, що ростуть на дні; почасти сюди можна віднести водорості, що ростуть  епіфітами на інших водоростях і інших водяних рослинах, а також перифітон, тобто водорості, якими обростають різні підводні споруди, підводні частини суден тощо Фітобентос морів і океанів складається головним чином з бурих і червоних, меншою мірою із зелених — сифонових, кладофорових, ульвових і деяких синьо-зелених водоростей. Вони ростуть, прикріплюючись до кам'янистого ґрунту; на узбережжях з піщаним, мулистим, дрібно гальковим або черепашковим ґрунтом їх не буває. У піску, мулі закріплюються каулерпи; так само ростуть пеннатні, бентосні, діатомові, поширені також на кам'янистому ґрунті і серед великих зростаючих там водоростей. У прісних водоймах у бентосі на різному ґрунті зустрічаються різноманітні зелені водорості (улотриксові, едогонієві, кладофорові, кон'югати, харові), пеннатні, діатомові, синьо-зелені. Вони або прикріплені до субстрату, або лежать вільно на дні, або (кон'югати та ін.) утворюють ватоподібні скупчення, що піднімаються до поверхні разом з бульбашками кисню, які виділяються при фотосинтезі.
Основними факторами розподілу морського фітобентосу по вертикалі є глибина і залежне від неї освітлення. Розрізняють 3 пояси рослинності по вертикалі, які додатково можна поділяти на горизонти. Літоральний пояс, або літораль, — пояс від вищого рівня припливу до нижнього рівня відпливу. У північних морях в літоралі поширені з великих водоростей головним чином фукуси; на них (епіфітні) і серед них зустрічаються більш дрібні бурі, червоні та зелені водорості. Умови існування в літоралі дуже своєрідні. Водорості повинні витримувати удари хвиль, обсихання і яскраве освітлення під час відпливу, часом прісну воду дощів, низькі температури взимку.
Сублітораль — пояс від нижчого рівня відпливу до глибини 40 м. Тут склад водоростей найрізноманітніший. У морях холодної та помірної зони в субліторалі дуже широко поширені великі ламінарії — водорості, що утворюють підводні луки чи ліси; в більш нижніх горизонтах найпоширеніші різні червоні.
Елітораль — пояс від 40 до 100 м (рідко більше) глибини. Бентосна рослинність тут небагата, і в ній, у зв'язку з кольоровістю освітлення, можуть переважати, і часто дійсно переважають червоні водорості. У зв'язку з температурою у розвитку бентосної рослинності спостерігається відома сезонна циклічність, більш різко виражена в холодних і помірно холодних морях. Тривалість життя у багаторічних видів здебільшого не перевищує 2-4 роки, у небагатьох досягає 10-12 років.
Фітобентос холодних і помірно холодних морів за видовим складом водоростей бідніший від фітобентосу теплих морів, але перевищує його за розмірами своїх представників, кількістю їх і щільністю заростей. У теплих морях значно збільшується кількість червоних і зелених (сифонових) водоростей.